# Francisco Sampedro
Francisco Sampedro Lluesma (Canet de Berenguer, Valencia; 28 de enero de 1934-19 de enero de 2019) fue un futbolista español. Jugaba de delantero y su primer equipo fue el Levante UD.

## Trayectoria
Sampedro empezó jugando en el equipo de su pueblo natal, pasó al Acero de Sagunto y de ahí al Levante. Posteriormente fichó por el FC Barcelona que pagó 300 000 pesetas de las de aquella época por él.
Dejó este equipo en 1958 tras haber ganado una Liga, una Copa de Ferias y dos Copas del Generalísimo para fichar por el Racing aunque esa temporada la pasó prácticamente en blanco por una rotura de ligamento cruzado de la rodilla.
Al año siguiente Sampedro fue la figura del ascenso. Después de dos temporadas en El Sardinero, fichó por el Mallorca, donde estuvo otras dos temporadas, dos nuevamente en el Recreativo de Huelva y colgó las botas en 1968, con 35 años cumplidos, como jugador del Racing de Santander por segunda vez, ejerciendo a partir de entonces como secretario técnico del club cántabro.